# گوزن قرمز
گوزن قرمز یا گاو کوهی (نام علمی: Cervus elaphus) یکی از بزرگ‌ترین انواع گوزن است که بومی بسیاری مناطق اروپا، آسیای صغیر، غرب آسیا و آسیای میانه است و به عنوان تنها گونهٔ گوزن قاره آفریقا در کوه‌های اطلس در ناحیه‌ای بین تونس و مراکش پراکندگی دارد. گوزن قرمز به دست انسان به کشورهای دیگری چون آرژانتین، استرالیا و نیوزیلند، کانادا، پرو، اروگوئه، شیلی و ایالات متحده آمریکا وارد شده و به جهت آسیبی که به پوشش گیاهی و حیات وحش بومی در برخی از این مناطق وارد کرده در فهرست بدترین ۱۰۰ گونه مهاجم دنیا قرار دارد. در برخی از مناطق دنیا از گوشت گوزن قرمز به عنوان غذا استفاده می‌شود. در گذشته واپیتی‌ها زیرگونه‌ای از گوزن قرمز محسوب می‌شدند اما اخیراً به‌صورت گونه‌ای مجزا ثبت شده‌اند.
تاکنون ۱۵ زیرگونه از گوزن قرمز شناسایی شده‌اند که نسل برخی از آن‌ها در معرض خطر قرار دارند. از زیرگونه‌های گوزن قرمز می‌توان به گوزن قرمز خزر، گوزن قرمز بربری و گوزن بخارا اشاره کرد.

## ویژگی‌ها

### اندازه
گوزن قرمز از بزرگ‌ترین انواع گوزن است و از نظر اندازه پس از موس‌ها، واپیتی‌ها و گوزن‌های سمبر در رتبهٔ چهارم گوزن‌ها قرار دارد. گوزن قرمز در برخی کشورها مانند انگلستان و ایرلند بزرگ‌ترین پستاندار وحشی محسوب می‌شود. دودیسی جنسی در این گونه شدید است و نرها با داشتن شاخ و اندازهٔ بزرگ‌تر از ماده‌ها متمایز هستند. وزن جنس نر این حیوان ۲۵۰ تا ۵۰۰ کیلوگرم و طول بدن ۱۷۰ تا ۲۳۰ سانتی‌متر است. در جنس ماده وزن بین ۱۰۰ تا ۳۰۰ کیلوگرم و طول بدن ۱۶۰ تا ۲۱۰ سانتی‌متر است. ارتفاع در ناحیه شانه ۱۰۵ تا ۱۲۰ سانتی‌متر و دم حدود ۱۲ تا ۱۹ سانتی‌متر است. البته زیرگونه‌های مختلف این حیوان تفاوت زیادی از نظر اندازه دارند. گوزن‌های قرمز عظیم‌الجثه و شاخ‌کوتاه رشته‌کوه کارپات تا ۶۵۰ کیلوگرم رشد می‌کنند و گوزن قرمزجزیره کرس فقط حدود ۸۰ تا ۱۰۰ کیلوگرم وزن دارند. گوزن‌های قرمز بومی ایران هم از انواع بزرگ گوزن قرمز محسوب می‌شوند که جنس نر آن‌ها به‌طور میانگین ۴۵۰ کیلوگرم وزن و ۱۸۰ سانتی‌متر ارتفاع شانه دارد. وزن گوزن‌ها در مناطقی با پوشش گیاهی ضعیف و دارای منابع غذایی کمتر، می‌تواند تا ۵۳ تا ۱۱۲ کیلوگرم (۱۲۰ تا ۲۵۰ پوند) کاهش پیدا کند.

### شاخ
شاخ گوزن از جنس استخوان بوده و فقط نرها شاخ دارند. شاخ‌ها به‌طور میانگین ۷۱ سانتی‌متر طول و یک کیلوگرم وزن دارند اما در برخی زیرگونه‌ها شاخ‌ها تا ۱۱۵ سانتی‌متر و پنج کیلوگرم رشد می‌کنند. رشد شاخ‌ها در بهار صورت می‌گیرد و در برخی موارد مشاهده شده که شاخ‌ها به‌طور روزانه تا ۲/۵ سانتی‌متر رشد داشته‌اند. شاخ‌های در حال رشد، مملو از رگ‌های خونی هستند و رشد آن‌ها با هورمون تستوسترون در ارتباط است.

## زیست‌گاه

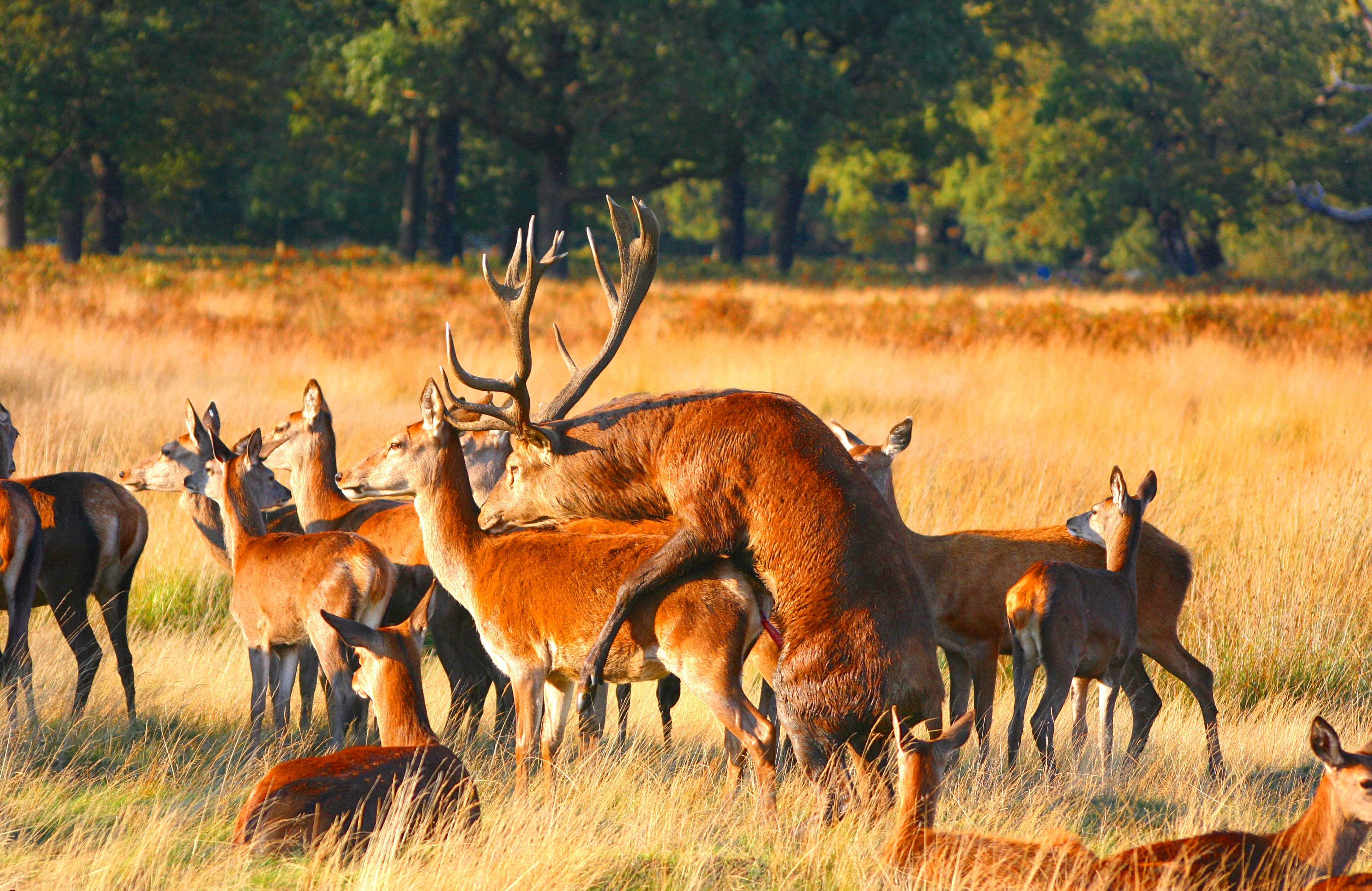
جفت‌گیری گوزن قرمز

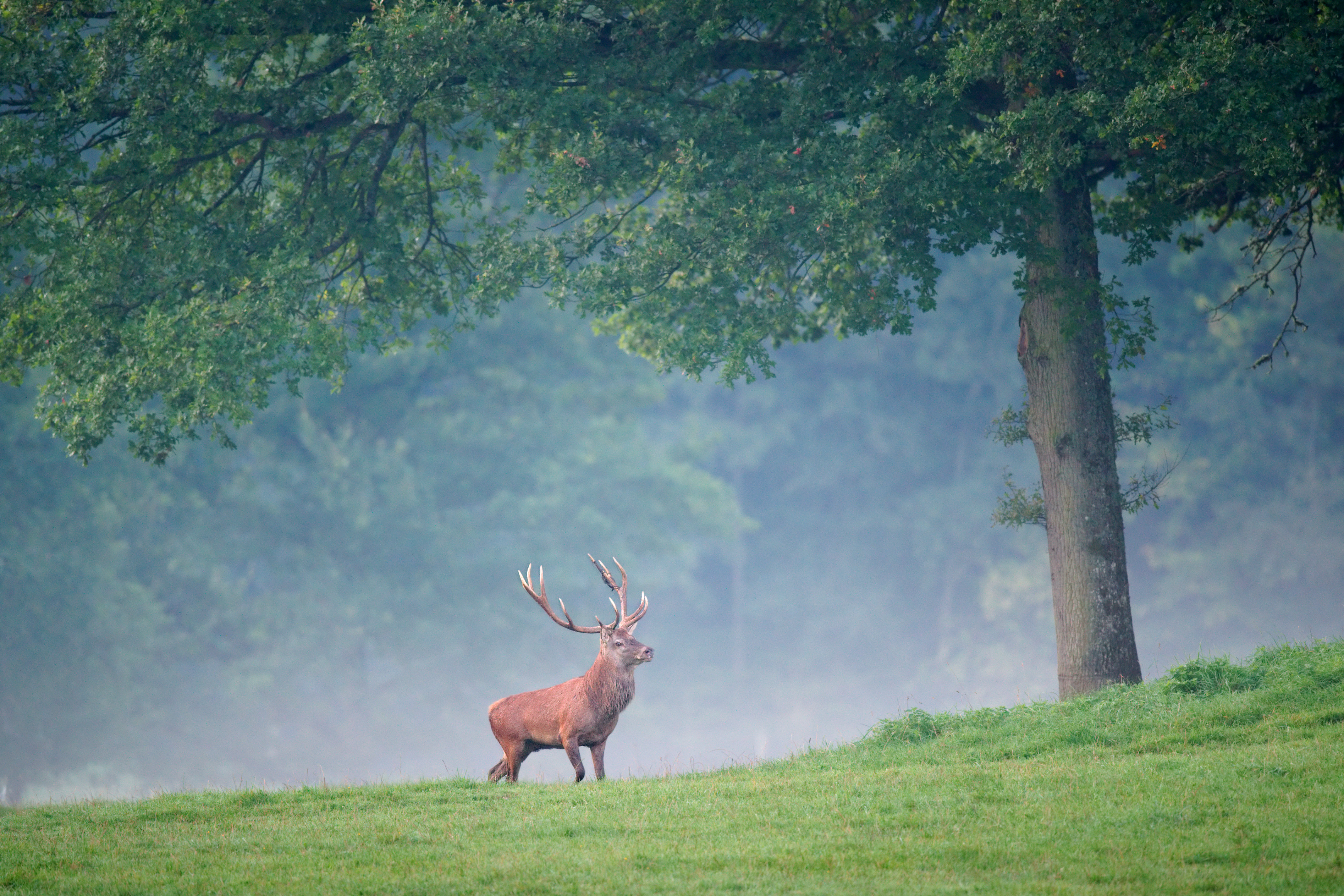
یک گوزن قرمزدر جنگل فرِیر در بلژیک

گوزن قرمز در رشته‌کوه اطلس در الجزایر، تونس و مراکش هم حضور دارد و تنها گوزن بومی قاره آفریقا است. البته جمعیت این جانور در این منطقه رو به کاهش است.
آلبانی، اسرائیل، اردن، لبنان، سوریه و ترکمنستان کشورهایی هستند که نسل این گوزن در آن‌ها منقرض شده است. نسل این حیوان در مراکش، قزاقستان و یونان هم در گذشته منقرض شده بود اما دوباره احیا شد.

## دشمن طبیعی
مهم‌ترین دشمنان طبیعی گوزن قرمز در اروپا گرگ خاکستری و پس از آن خرس قهوه‌ای است. سیاه‌گوش اورآسیا و گراز هم گاهی بچه گوزن قرمز را شکار می‌کنند. در ایران دشمن طبیعی اصلی این حیوان پلنگ و سپس گرگ و خرس قهوه‌ای است. در گذشته یکی از دشمنان این حیوان ببر مازندران بود که در حال حاضر منقرض شده است

## گوزن قرمز و انسان
شکار گوزن قرمز در بسیار از کشورها مشتاقان فراوانی دارد. یکی از محبوب‌ترین روش‌های شکار این حیوان در گذشته تقلید صدای جنس نر این حیوان در فصل جفت‌گیری برای فریب دادن گوزن‌های دیگر و کشانیدن آن‌ها به سوی خود بود. با این حال این روش خطرات خاص خود را داشت از جمله این‌که گاه به‌جای گوزن قرمز، ببر را که شکارچی اصلی گوزن قرمز بود به سوی انسان می‌کشاند.

## آرایه‌شناسی زیستی
تا سال ۲۰۰۴ واپیتی یا اِلک (Cervus canadensis) گوزن بومی شرق آسیا و آمریکای شمالی یکی از انواع گوزن قرمز محسوب می‌شد؛ این باور بر اساس دورگه‌های باروری که از آمیزش این دو جانور در اسارت به دست آمده بود، اتخاذ شده بود، ولی مطالعات ژنتیکی اخیر بر روی صدها نمونه از زیرگونه‌های مختلف گوزن قرمز و الک و همچنین دیگر گونه‌های خانوادهٔ گوزن‌ها مشخص کرده که این دو گونه‌های مستقلی به‌شمار می‌روند.
برخی منابع بر اساس همین مطالعات ژنتیکی گوزن قرمز را یک «گروه گونه‌ای» (و نه یک گونه مستقل) شامل گونه‌های مختلف گوزن قرمز و واپیتی محسوب کرده‌اند، اما در مورد تعداد گونه‌های موجود در این گروه گونه‌ای اتفاق نظری وجود ندارد. از گونه‌های مستقلی که برای آن پیشنهاد شده؛ گوزن آسیای مرکزی، گوزن کُرسی، گوزن منچوری و گوزن تبتی است. بر این اساس گوزن آسیای مرکزی شامل «گوزن قرمز یارکندی» yarkandensis و «گوزن بخارا» bactrianus و شاید «گوزن قرمز کشمیری» hanglu می‌شود. برخی دیگر نیز «گوزن قرمز بربری» (بومی شمال آفریقا) barbarus و «گوزن قرمز کرسی» corsicanus را یک گونه مستقل با نام گوزن بربری و گوزن قرمز گانسو kansuensis و گوزن قرمز سیچوان macneilli در تبت و مرکز چین را هم گونه مستقل دیگری با نام C. wallichii و گوزن‌های قرمز بومی شرق دور روسیه و شمال شرق چین را هم گونه مستقل دیگری با نام C. xanthopygus محسوب می‌کنند. با پذیرفتن این تقسیم‌بندی گوزن قرمز اصلی فقط شامل گوزن‌های قرمز بومی اروپای قاره‌ای، آناتولی، قفقاز و ایران می‌شود و واپیتی هم شامل گوزن‌های بومی آمریکای شمالی.
در جدول زیر از تقسیم‌بندی‌ای پیروی شده است که گوزن آسیای مرکزی و گوزن کرسی را از زیرگونه‌های گوزن قرمز محسوب می‌کند و واپیتی بومی آمریکای شمالی، گوزن منچوری و گوزن تبتی در آن جای نمی‌گیرند.
| نام                    | زیرگونه‌ها                   | وضعیت                | زیستگاه تاریخی                                                                                                 |
| ---------------------- | --------------------------- | -------------------- | --- |
| گوزن قرمز اروپای مرکزی | Cervus elaphus hippelaphus  |                      | اروپای مرکزی، بالکان                                                                                           |
| گوزن قرمز خزر (مرال)   | Cervus elaphus Maral        |                      | آسیای صغیر، قفقاز، شمال ایران، شبه‌جزیره کریمه                                                                  |
| گوزن قرمز نروژی        | Cervus elaphus atlanticus   |                      | نروژ |
| گوزن قرمز اسکاتلندی    | Cervus elaphus scoticus     |                      | اسکاتلند، انگلستان و ایرلند                                                                                    |
| گوزن قرمز اسپانیایی    | Cervus elaphus hispanicus   |                      | اسپانیا |
| گوزن قرمز مزولا        | Mesola red deer             |                      | زمانی در سرتاسر سواحل شمال شرقی ایتالیا گسترده بود، اما اکنون به ذخیره‌گاه طبیعی بوسکو دلا مسولا محدود شده است. |
| گوزن قرمز سوئدی        | Swedish red deer            | به شدت در معرض خطر   | سوئد |
| گوزن قرمز کورسی        | Cervus elaphus corsicanus   | در آستانه تهدید (NT) | جزایر کرس و ساردنی. احتمالاً به دست انسان وارد این منطقه شده و با گوزن قرمز بربری یکسان است.                    |
| گوزن قرمز بربری        | Cervus elaphus barbarus     | در آستانه تهدید (D1) | الجزایر، تونس و مراکش                                                                                          |
| گوزن قرمز کریمه‌ای      | Cervus elaphus brauneri     | نزدیک به تهدید       | شبه‌جزیره کریمه                                                                                                 |
| گوزن قرمز کشمیری       | Cervus elaphus hanglu       | در معرض خطر (D)      | کشمیر |
| گوزن قرمز بلخی         | Cervus elaphus bactrianus   | آسیب‌پذیر (D1)        | افغانستان، ازبکستان، ترکمنستان و تاجیکستان                                                                     |
| مرال یارکندی           | Cervus elaphus yarkandensis | در معرض خطر (A1a)    | سین‌کیانگ |